# 拉維努奧茨河
46°46′01″N 10°06′45″E / 46.76683°N 10.11251°E

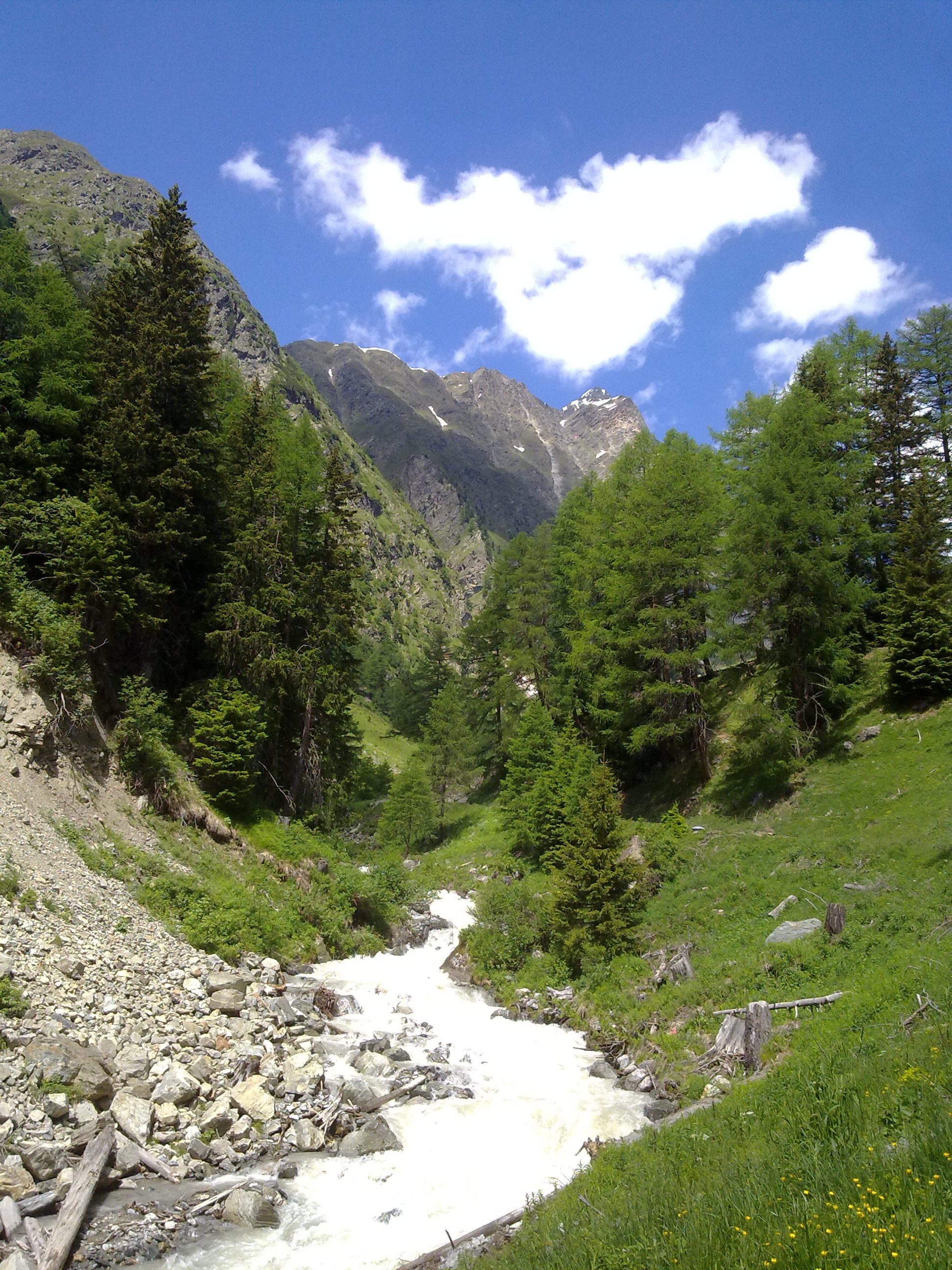

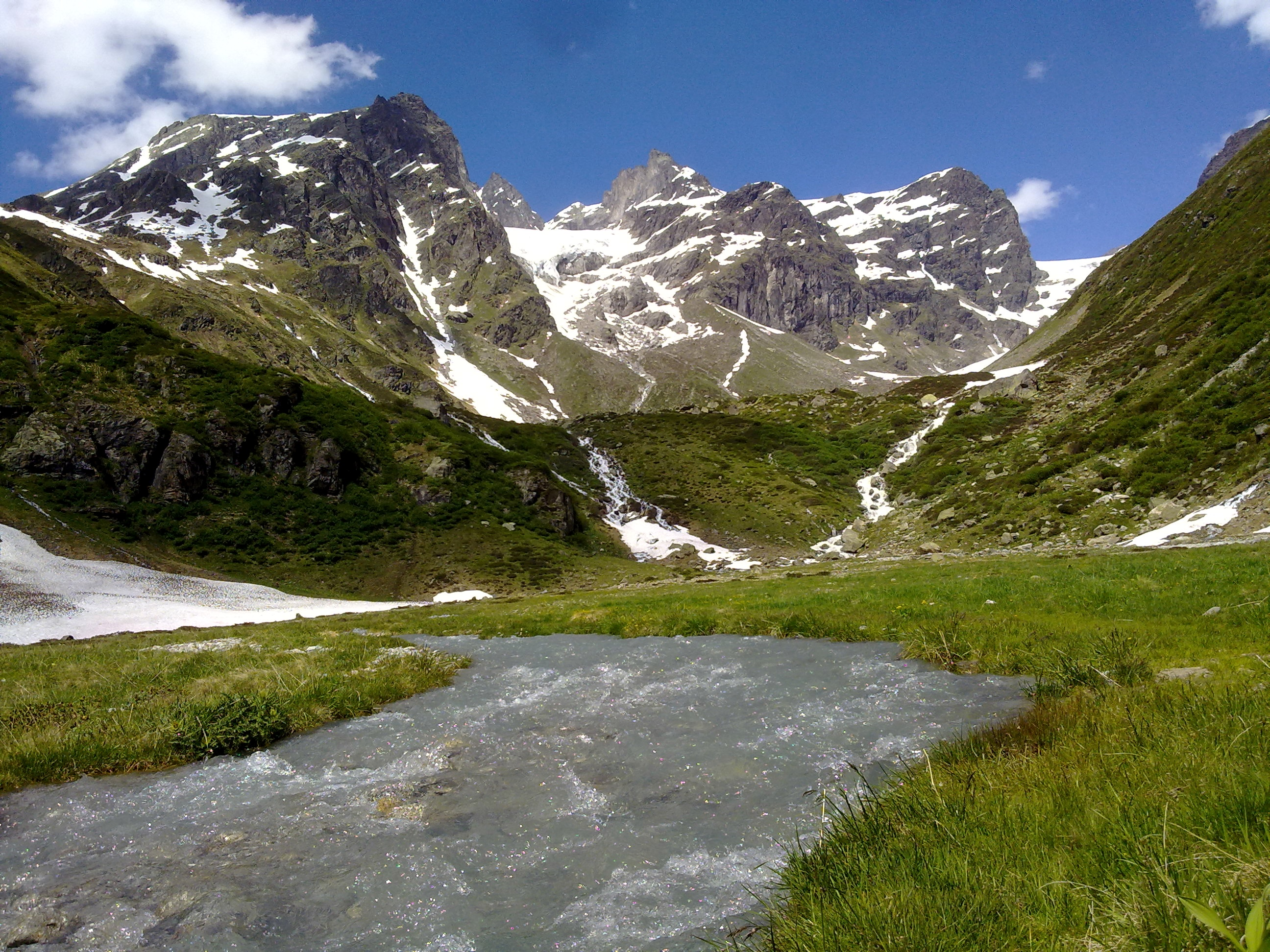

拉維努奧茨河是瑞士的河流，位於該國東南部，流經格勞賓登州，屬於因河的左支流，河道全長8公里，流域面積22平方公里，發源自費爾斯坦克拉山，河口處在拉溫。